# Barranqueiro-de-coroa-castanha
Limpa-folhas-de-coroa-castanha ou barranqueiro-de-coroa-castanha (Automolus rufipileatus) é uma espécie de ave da família Furnariidae.
Pode ser encontrada nos seguintes países: Bolívia, Brasil, Colômbia, Equador, Guiana Francesa, Guiana, Peru, Suriname e Venezuela.
Os seus habitats naturais são: florestas subtropicais ou tropicais húmidas de baixa altitude e pântanos subtropicais ou tropicais.